# Estola trinidadensis
Estola trinidadensis är en skalbaggsart som beskrevs av Stefan von Breuning 1955. Estola trinidadensis ingår i släktet Estola och familjen långhorningar. Inga underarter finns listade i Catalogue of Life.